# Giovanni Pramaggiore
Giovanni Pramaggiore (Vercelli, 1º marzo 1921 – ...) è stato un calciatore italiano, di ruolo difensore.

## Carriera
Dopo aver debuttato in Serie B con la Pro Vercelli nella stagione 1939-1940 disputando 27 gare tra i cadetti in due anni, milita in seguito nella Pro Firenze.
Nel dopoguerra torna alla Pro Vercelli nella stagione 1946-1947, disputando altri due campionati per un totale di 68 presenze.
In seguito passa allo Spezia e gioca per altri tre anni in Serie B collezionando 106 presenze, prima della retrocessione in Serie C avvenuta nel 1951.
Nel 1952 veste la maglia della Carrarese in Serie C, rimanendovi fino al 1954.

## Palmarès

### Giocatore

#### Competizioni nazionali
- IV Serie: 1

Carrarese: 1952-1953